# Moxostoma albidum
Moxostoma albidum es una especie de peces de la familia Catostomidae en el orden de los Cypriniformes. 

## Distribución geográfica
Se encuentran en México.